# Tracid Traxxx
Tracid Traxxx war ein deutsches Hard-Trance- und Hardstyle-Label aus Bad Homburg vor der Höhe. Es wurde 1998 von Kai Tracid gegründet. Künstler die regelmäßig auf Tracid Traxxx veröffentlichten waren neben Kai Tracid (auch unter Pseudonymen wie Arrakis, Angel of Death und Kenji Ogura) selbst: A*S*Y*S, Warmduscher, Hennes & Cold, Derb, Melanie Di Tria, Thomas P. Heckmann & Oliver Klitzing. Im Dezember 2006 verkündete Kai Tracid offiziell eine musikalische Neuausrichtung seines Labels, woraufhin 2007 zwei Singles von ihm erschienen, die im Kontrast zu früheren Veröffentlichungen stehen und eher dem Minimal-Bereich zuzuordnen sind. Seitdem hatte es keine Veröffentlichungen mehr auf Tracid Traxxx gegeben. Das Label wurde inzwischen aufgelöst und die Musikrechte an die jeweiligen Künstler abgetreten.